# Madobi
Madobi é uma cidade e área de governo local da Nigéria situada no estado de Cano. Compreende um área de 273 quilômetros quadrados e segundo censo de 2006 havia 136 623 habitantes.